# 约华尼·阿雷切亚
约华尼·阿雷切亚（Yovanny Arrechea，1983年1月23日—）是一名哥伦比亚足球运动员，现效力于中甲球队呼和浩特东进，司职前锋。
阿雷切亚在2011年夏季和中超球队长春亚泰签约两年半。 他在2011赛季下半程出场13次，打进6球。2012年，阿雷切亚加盟中甲球队呼和浩特东进。